# René xứ Anjou
René của Anjou (tiếng Ý: Renato; tiếng Occitan: Rainièr; tiếng Catalunya: Renat; 1409–1480) là Công tước xứ Anjou và Bá tước xứ Provence từ 1434 đến 1480, ông cũng cai trị Vương quốc Napoli với vương hiệu René I từ 1435 đến 1442 (sau đó bị phế truất bởi triều đại trước). Ông trải qua những năm cuối đời ở Aix-en-Provence (Pháp) với biệt danh Hiền vương René (tiếng Pháp: Rei Rainièr lo Bòn; tiếng Pháp: Le bon roi René).
René là thành viên của Nhà Valois-Anjou, một chi nhánh của hoàng gia Pháp, và là chắt của Vua John II của Pháp. René sinh ra đã nhận tước hiệu Prince du sang, ông cũng là anh rể của vị vua đang trị vì Vương quốc Pháp thời đó Charles VII của Pháp. Ngoài các tước hiệu nói trên, ông còn là Công tước của Bar và Công tước của Lorraine trong vài năm.

## Tiểu sử
René sinh ngày 16/01/1409 tại lâu đài Angers. Ông là con trai thứ hai của Công tước Louis II của Anjou, Vua của Naples, mẹ ông là Violant của Aragón. René là anh trai của Marie xứ Anjou, người đã kết hôn với Charles VII, vua của Pháp trong tương lai và trở thành Vương hậu của Pháp.
Louis II qua đời vào năm 1417 và các con trai của ông, cùng với anh rể Charles, được nuôi dưỡng dưới sự giám hộ của mẹ họ. Con trai cả, Louis III, kế vị vương miện của Sicily và Công quốc Anjou; René sau đó trở thành Bá tước Guise. Năm 1419, khi René mới 10 tuổi, ông đã kết hôn với Isabella, con gái lớn của Charles II, Công tước của Lorraine.
René, khi đó mới chỉ 10 tuổi, được nuôi dưỡng ở Công quốc Lorraine dưới sự giám hộ của Charles II và Louis, Hồng y của Bar, cả hai đều gắn bó với đảng Burgundian, nhưng ông vẫn gắn kết với quê hương Anjou. René gia nhập quân đội Pháp tại Reims năm 1429, ông có mặt trong lễ dâng hiến của Charles VII. Khi Louis I của Bar qua đời vào năm 1430, René thừa kế Công quốc Bar. Năm sau, khi cha vợ qua đời, ông đã thừa kế Công quốc Lorraine. Quyền thừa kế bị tranh chấp bởi người thừa kế nam, Antoine, Bá tước của Vaudemont, được sự giúp đỡ của người Burgundi đã đánh bại René tại trận Bulgnéville vào tháng 07/1431. Nữ công tước Isabella đã thực hiện một thỏa thuận đình chiến với Antoine, nhưng René vẫn là tù nhân của người Burgundi cho đến tháng 04/1432.
Sau cái chết của anh trai Louis III vào năm 1435, ông kế vị Công quốc Anjou và Bá quốc Maine. Cuộc hôn nhân của Marie xứ Bourbon, cháu gái của Philip xứ Burgundy, với John, Công tước xứ Calabria, con trai cả của René, đã củng cố hòa bình giữa hai gia đình.

## Sources
- "René d'Anjou and de Lorraine"", Benezit Dictionary of Artists. Oxford Art Online, Oxford University Press, truy cập ngày 27 tháng 2 năm 2017
- Belleval, René (1901), Les bâtards de la Maison de France (bằng tiếng Pháp), Librairie Historique et Militaire, tr. 103–104
- C. De Boer, biên tập (1954), Ovide moralisé en prose (Texte du quinzième siècle), Verhandelingen der Koninklijke Nederlandse Akademie van Wetenschappen, Afd. Letterkunde, Nieuwe Reeks, Deel 61.2, Amsterdam: North-Holland Publishing Company
- Diller, Aubrey; Kristeller, Paul Oskar (1971), "Strabo", Catalogus Translationum et Commentariorum, 2: 225–33
- Morby, John E. (1978), "The Sobriquets of Medieval European Princes", Canadian Journal of History, 13 (1): 12, doi:10.3138/cjh.13.1.1
- Neubecker, Ottfried; Harmingues, Roger, Le Grand livre de l'héraldique, ISBN 2-04-012582-5
- Niccolini, Fausto (1925), L'arte napoletana del Rinascimento, Naples, tr. 161–63{{Chú thích}}:  Quản lý CS1: địa điểm thiếu nhà xuất bản (liên kết)
- Richardson, Carol M.; Woods, Kim W.; Franklin, Michael (2007), Renaissance Art Reconsidered: An Anthology of Primary Sources, tr. 193–96
- "René, Duke of Anjou" . Encyclopaedia Britannica. Quyển 2 . 1878. tr. 58–59.
- Sommé, Monique (1990). "Règlements, délits et organisation des ventes dans la forêt de Nieppe (début XIVe-début XVIe siècle)". Revue du Nord. Quyển 72 số 287. Charles de Gaulle University. tr. 511–528. doi:10.3406/rnord.1990.4564.

Attribution:
- Bài viết này bao gồm văn bản từ một ấn phẩm hiện thời trong phạm vi công cộng: Chisholm, Hugh, biên tập (1911), "René I.", Encyclopædia Britannica, quyển 23 (ấn bản thứ 11), Cambridge University Press, tr. 97–98